# Fujiwara no Teika
En aquest nom japonès, el cognom és Fujiwara.
Fujiwara no Teika (藤原定家) (26 de setembre de 1162 – 1241), també conegut com a Fujiwara no Sadaie o Sada-ie, va ser un poeta waka japonès, crític, novel·lista, cal·lígraf, antologista, escriba i erudit del final del període Heian i del principi del període Kamakura. La seva influència fou molt important, i encara avui és considerat com un dels grans poetes del Japó i segurament el més gran mestre de la poesia waka, una antiga forma poètica que consisteix en cinc línies amb un total de 31 síl·labes.
Les seves fortes idees en composició poètica va causar una gran influència i van ser estudiades durant el final de l'Era Meiji. Membre d'un clan de poetes, Teika era el fill del famós poeta Fujiwara no Shunzei. Després d'aconseguir l'atenció de l'emperador enclaustrat Go-Toba, Teika va començar la seva distingida carrera, abastant múltiples àrees d'interès estètic. La seva relació amb Go-Toba al principi fou cordial i aquest li encarregava compilacions d'antol·logies, però més tard va ser expulsat de la cort de l'emperador. Tot i això, els seus descendents i les seves idees van dominar la poesia clàssica japonesa durant segles.